# Корнеев, Олег Анатольевич
Олег Анатольевич Корнеев (род. 25 июля 1969) — советский, российский, испанский шахматист, гроссмейстер (1995).
Был членом команды Испании в 2012 году на Олимпиаде в Стамбуле и в 2013 году на командном чемпионате Европы.

## Биография
Олег Корнеев родился в Москве 25 июля 1969 года.
Известность в шахматах получил в начале 1990-х годов: в первых своих турнирах за границей после распада СССР он выполнил норматив международного мастера и вскоре переехал в Испанию, продолжая выступать под российским флагом.
В 1995 году стал гроссмейстером. Корнеев выиграл десятки европейских турниров, в составе команд «Университет» (1998) и «ТПС» (2006) был серебряным призёром командного чемпионата России, побеждал в европейских лигах.
В 2005 году Корнеев был отобран для участия в Кубке мира, а в 2006 дошёл до четвертьфинала Кубка России. В том же году на турнире в Барселоне гроссмейстер выиграл одну из своих самых известных партий, в 26 ходов разгромив Василия Иванчука, а его рейтинг приблизился к отметке 2700.
В 2012 году Корнеев перешёл под флаг Испании, за которую выступил на Олимпиаде (2012) и командном чемпионате Европы (2013).

## Спортивные достижения
| Год  | Город           | Турнир                   | + | − | = | Результат | Место |
| ---- | --------------- | ------------------------ | - | - | - | --------- | ----- |
| 1996 | Элиста          | 49-й чемпионат России    | 4 | 3 | 4 | 6 из 11   | 12—24 |
| 1998 | Санкт-Петербург | 51-й чемпионат России    | 3 | 2 | 6 | 6 из 11   | 17—26 |
| 2006 | Монреаль        | 7-й международный турнир | 1 | 3 | 5 | 3½ из 9   | 7—9   |

## Изменения рейтинга
| Графики недоступны из-за технических проблем. См. информацию на Фабрикаторе и на mediawiki.org. |